# Ryu Sung-hyun
Ryu Sung-hyun (en coreano: 류성현; Seúl, 22 de octubre de 2002) es un gimnasta artística surcoreano. Es el campeón del mundo juvenil de 2019 en ejercicio de suelo. Representó Corea del Sur en los Juegos Olímpicos de Tokio 2020 y quedó cuarto en la final de ejercicios de piso. Ganó dos medallas de bronce en los Juegos Mundiales Universitarios de Verano de 2021. Se ha clasificado para competir en los Juegos Olímpicos de París 2024 hasta la serie de la Copa Mundial de la FIG 2024.

## Primeros años de vida
Ryu nació en 2002 en Seúl. Cuando tenía ocho años, se quedaba después de la escuela para ver las prácticas de gimnasia de su escuela. Su padre, exfutbolista, no quería que se convirtiera en deportista y no le dejó unirse al equipo. Comenzó a practicar gimnasia solo durante cuatro años y el entrenador del equipo finalmente contactó y convenció a sus padres para que lo dejaran unirse al equipo.

## Carrera

### 2019
Ryu hizo su debut internacional en el Campeonato Mundial Juvenil de 2019. Ayudó al equipo de Corea del Sur a quedar sexto, y se clasificó para la final de ejercicios de suelo en primer lugar. Luego ganó la medalla de oro en la final por delante de Félix Dolci y Nazar Chepurny.

### 2020-2021
En 2020, Ryu ganó la medalla de oro en ejercicio de suelo en la Copa del Mundo de Melbourne. Luego, en el Mundial de Bakú, terminó cuarto en el ejercicio de suelo durante la ronda de clasificación. Sin embargo, las finales del evento fueron canceladas debido a la pandemia de COVID-19.
Ryu ganó la competencia general en las Pruebas Olímpicas de Corea del Sur y fue seleccionado para representar Corea del Sur en los Juegos Olímpicos de Tokio 2020 junto a Kim Han-sol, Lee Jun-ho y Yang Hak-seon. En los Juegos Olímpicos, el equipo quedó en el puesto 11 durante la ronda de clasificación. Individualmente, Ryu se clasificó para la final de ejercicios de suelo en tercer lugar. Durante la final compitió con la puntuación de dificultad más alta del campo, pero errores en los aterrizajes le hicieron terminar en cuarto lugar. Después de los Juegos Olímpicos, compitió en el Campeonato Mundial y una vez más terminó cuarto en el ejercicio de suelo.

### 2022
Ryu comenzó la temporada 2022 con un quinto puesto en ejercicios de suelo en la Copa Mundial de Doha. Luego, en el Campeonato Asiático, ayudó al equipo de Corea del Sur a quedar cuarto y quedó sexto en la clasificación general. En la final del evento quedó quinto en el ejercicio de piso y séptimo en anillas y barra horizontal. Luego compitió en el Campeonato Mundial de 2022, donde el equipo de Corea del Sur quedó octavo en la final por equipos. Se clasificó para la final general, pero decidió retirarse para concentrarse en la final del evento. Individualmente finalizó sexto en la final de ejercicios de suelo.

### 2023
En el Campeonato Asiático de 2023, Ryu quedó cuarto con el equipo de Corea del Sur. Individualmente, terminó séptimo en el ejercicio completo y de piso y cuarto en las barras paralelas. Luego representó a Corea del Sur en los Juegos Mundiales Universitarios de Verano de 2021, que se celebraron en 2023 debido a la pandemia de COVID-19, y ayudó al equipo a ganar la medalla de bronce. Individualmente, terminó séptimo en todos los aspectos, quinto en las barras paralelas y ganó la medalla de bronce en el ejercicio de suelo. Durante el Campeonato Mundial de 2023, Ryu se fracturó la clavícula izquierda. El equipo surcoreano terminó en el puesto 13 durante la ronda de clasificación y no se clasificó como equipo completo para los Juegos Olímpicos de 2024.

### 2024

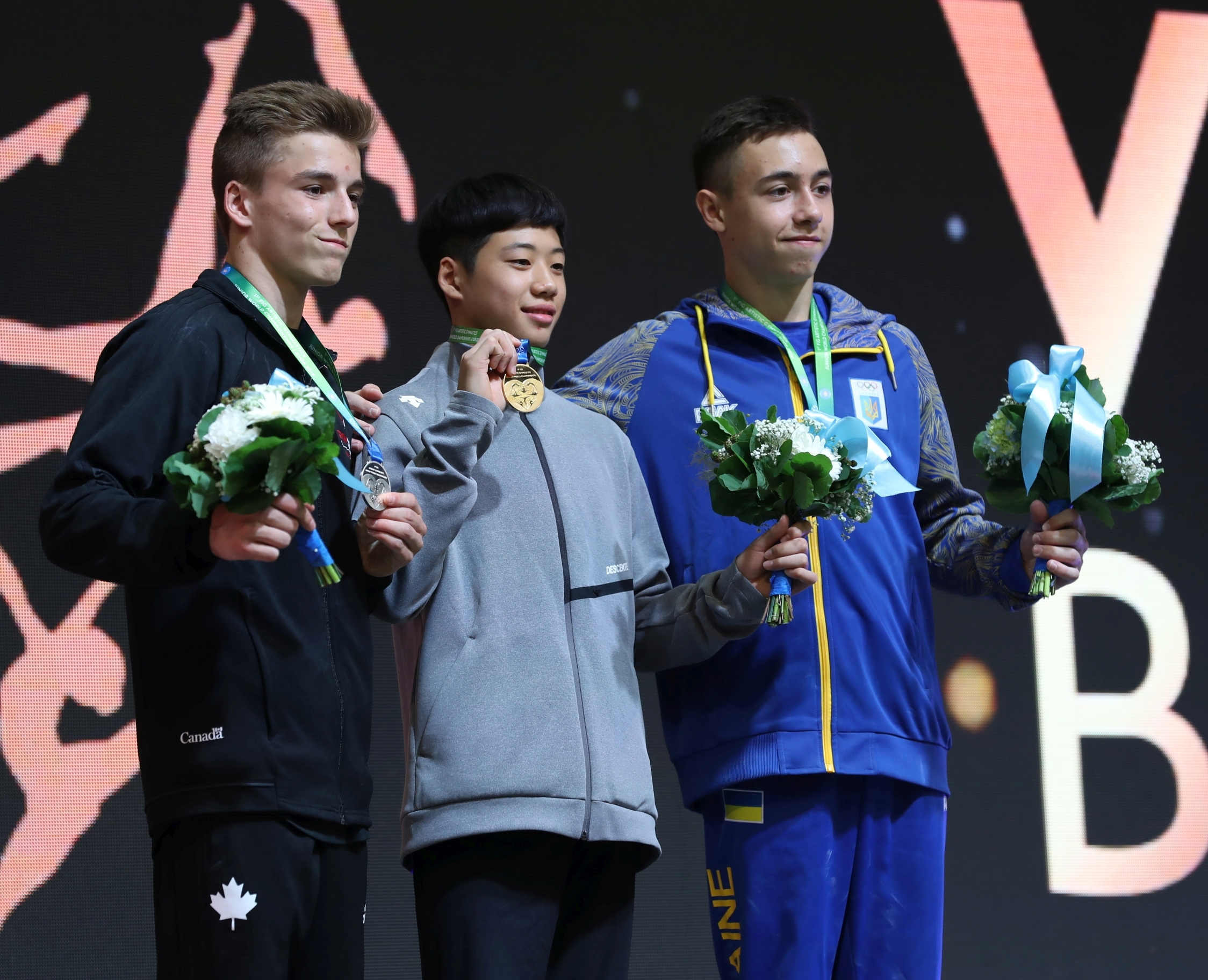
Ryu (centro) en el Campeonato Mundial Juvenil de 2019.

Ryu se registró para la serie de la Copa Mundial FIG 2024 para ganar un lugar individual para los Juegos Olímpicos de 2024, a pesar de no estar completamente recuperado de su lesión. En la primera prueba, celebrada en El Cairo, ganó la medalla de oro en el ejercicio de suelo. Luego, en el Mundial de Cottbus, ganó la medalla de bronce detrás de Harry Hepworth y Artiom Dolgopiat. Aunque sólo terminó quinto en Bakú, matemáticamente aseguró una plaza olímpica antes del evento final en Doha. Su clasificación olímpica fue confirmada oficialmente después de la Copa del Mundo de Doha, y fue el campeón general de ejercicios de suelo de la serie de la Copa del Mundo.

## Vida personal
Desde 2021, Ryu estudia educación física en la Universidad Nacional del Deporte de Corea (KNSU). En los Juegos Olímpicos de París 2024, se convertirá en el primer atleta en competir en dos Juegos Olímpicos como estudiante de KNSU.